# Camptomyia stylosa
Camptomyia stylosa är en tvåvingeart som beskrevs av Boris Mamaev 1994. Camptomyia stylosa ingår i släktet Camptomyia och familjen gallmyggor. Inga underarter finns listade i Catalogue of Life.